# The Steve Howe Album
The Steve Howe Album è il secondo album in studio del musicista britannico Steve Howe, chitarrista degli Yes. Il disco è uscito nel 1979.

## Tracce
Tutte le tracce sono di Steve Howe tranne dove indicato.
- Side 1

1. Pennants – 4:35
2. Cactus Boogie – 2:00
3. All's a Chord – 4:55
4. Diary of a Man Who Vanished – 2:35
5. Look Over Your Shoulder – 5:00

- Side 2

1. Meadow Rag – 2:40
2. The Continental (Conrad-Magidson) – 2:50
3. Surface Tension – 3:25
4. Double Rondo – 8:12
5. Concerto in D (Second Movement) (Antonio Vivaldi) – 4:50